# クララ・レスクラート
クララ・レスクラート（スペイン語: Clara Lescurat、1988年5月13日 - ）は、アルゼンチンの元プロボクサー。ブエノスアイレス出身。元WBA女子世界スーパーフライ級王者。

## 来歴
アマチュア時代、世界選手権に3度出場。
2021年4月9日、Gisela Ibanez戦でプロデビューし、5回TKO勝利。4連勝。
2021年11月13日、プロ5戦目でYusbely TorrealbaとのWBA女子フェデラテンフライ級王座決定戦に臨み、3回TKOでプロ初タイトル獲得。
2022年3月11日、Nataly DelgadoとのWBA女子世界スーパーフライ級ゴールド王座決定戦に臨み、2-1判定でゴールド王座獲得。
2022年6月24日、マリベル・ラミレスが持つWBA女子世界スーパーフライ級王座に挑み、2-1判定で世界王座奪取に成功。
2022年10月28日、Naylea Gil Sanabiaを迎えて王座初防衛戦を行い、3-0判定で勝利し初防衛成功。
2023年5月17日、フランス・パリにてダニエラ・デ・ヘスス・アギアを迎えて2度目の防衛戦を行い、8回TKOで2度目の防衛に成功。
2024年2月24日、地元ブエノスアイレスにてレジーナ・チャベスを迎えて3度目の防衛戦を行い、3-0判定で勝利し3度目の防衛に成功。
2024年4月24日、シドニーにてリン・サンドストロームを迎えて4度目の防衛戦を行い、3-0判定で勝利し4度目の防衛に成功。
しかし、次戦のスケジュールが組まれなかったため2025年1月に現役引退を表明した。

## 戦績
- 11戦 11勝(4KO)

## 獲得タイトル
- WBA女子フェデラテンフライ級王座
- 第9代WBA女子世界スーパーフライ級王座（防衛4=返上）